# Tour Odéon
La tour Odéon (monégasque : Turre Odeu̍n) est un double gratte-ciel de 170 mètres de haut et 49 étages, construit à Monaco, dans le quartier de La Rousse, et achevé en avril 2015,. Alors que la construction d'immeubles de grande hauteur avait été interrompue par Rainier III, la tour Odéon marque le retour à cette pratique dans une Principauté confrontée au manque de terrain constructible. Elle est désormais la plus haute construction de Monaco.
Imaginée et promue par la famille Marzocco, la tour présente deux ailes asymétriques, reliées par un noyau central qui contient les six cages d'ascenseurs et de monte-charges ainsi que les escaliers. Ces deux ailes, de hauteurs différentes, sont posées sur un socle de six niveaux. L'architecture d'intérieur a été confiée à Alberto Pinto (en), la réalisation à Vinci Construction, les éclairages à Yann Kersalé.
L'ensemble est affecté à des fonctions résidentielles, au bénéfice de la population monégasque mais aussi sous forme de résidences de grand luxe, et économiques (commerces et bureaux).

## Genèse
Le prince Rainier III avait décidé de mettre un terme à la construction d'immeubles de grande hauteur à Monaco, après divers choix architecturaux discutables. Mais avec l'abandon des projets d'extension en mer en 2008 par son successeur, le prince Albert II, et avec la raréfaction du terrain constructible, de nouveaux projets de gratte-ciel voient le jour. Il était ainsi prévu dès 2009 la construction d'une grande tour, ainsi que la possibilité de construire des tours de moins de quarante étages dont les dessins auraient été soigneusement validés par le département de l'urbanisme de Monaco ainsi que par le Prince souverain.
La construction d'une tour unique a finalement été votée par le parlement monégasque (le Conseil national) le 12 février 2009.

## Affectation
La tour est destinée à trois usages : commercial (étages inférieurs), professionnel, résidentiel.
Outre des commerces et bureaux, 177 « logements domaniaux » (affectés au domaine de l'État monégasque) sont réservés à la population à des loyers préférentiels, alors que les derniers étages pourront être achetés ou loués par des propriétaires privés fortunés (82 appartements, duplex et penthouses de grand luxe). La tour abrite l'appartement le plus cher du monde, un penthouse de 3 300 m2 sur cinq niveaux avec piscine à toboggan et fitness, dont le prix de vente atteint 300 millions d'euros. Une salle de fitness, plusieurs spa et piscines, un hammam, un sauna et des services de luxe (limousine, salle de cinéma) sont accessibles à partir d'un écran tactile situé dans tous les appartements. Le luxueux hall d’entrée est agrémenté de sculptures murales de l’artiste Matéo Mornar.
L'immeuble est ainsi composé de :
- 177[12] logements domaniaux ;
- 82 appartements privés du deux pièces au sept pièces dont :
  - deux Sky Duplex d'environ 1 200 m2 chacun,
  - un Sky Penthouse d'environ 3 300 m2 sur cinq étages,
- 543 places de stationnement (mais aucun stationnement pour les deux-roues) ;
- environ 4 400 m2 de bureaux ;
- environ 2 000 m2 dédiés aux services.

## Étapes de la construction

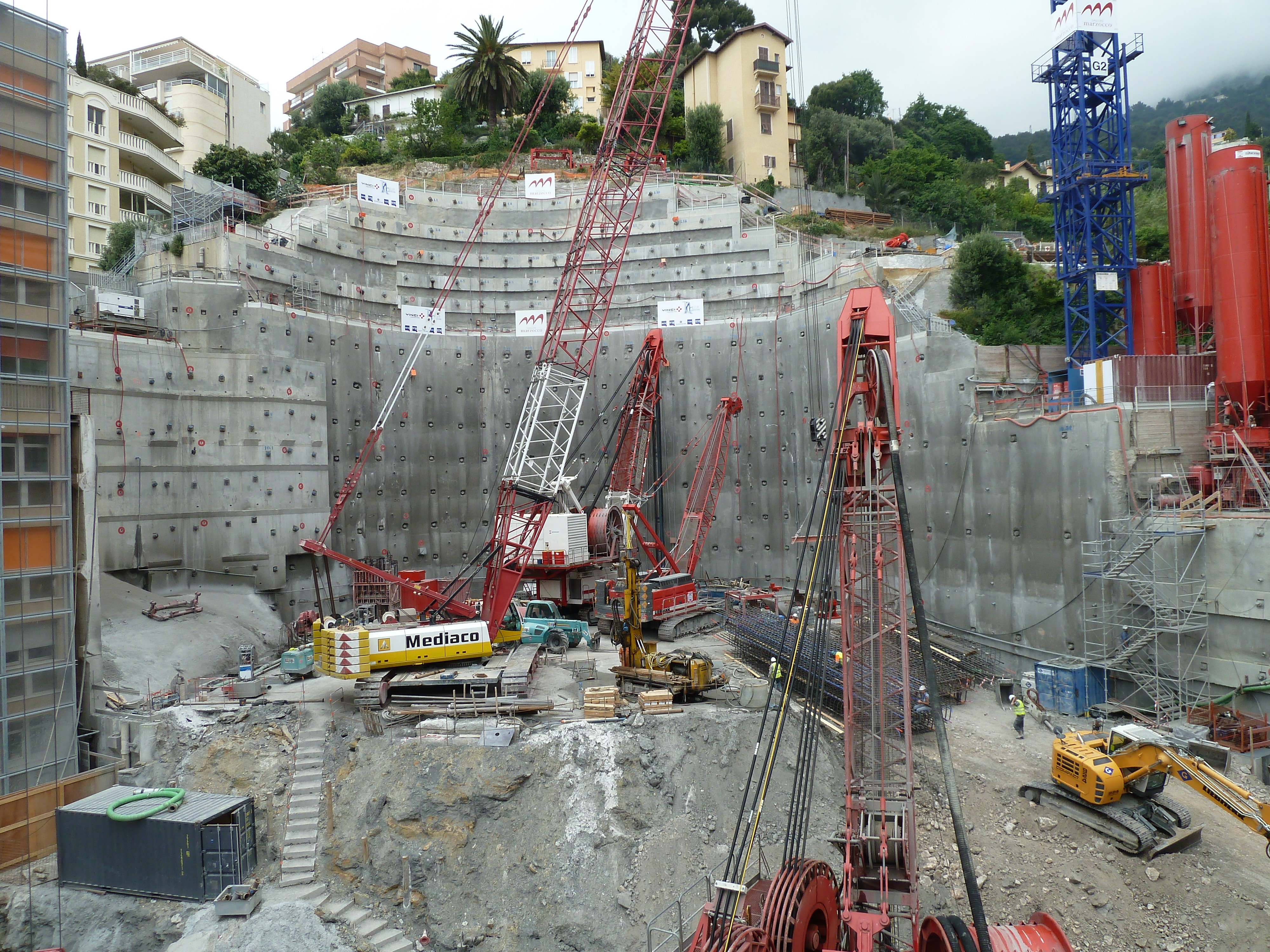
Début des travaux en mai 2011.

- Début des travaux en mai 2011.Juillet-août 2009 : afin de libérer les terrains nécessaires, un collège avoisinant, le collège Charles III de Monaco, subit des modifications. Une des cours de récréation, située derrière le bâtiment et en partie sur les terrains à bâtir, est déplacée sur le toit. L'édifice, s'élevant déjà sur 7 étages, se voit donc surélevé d'un étage[13].
- 4 novembre 2009 : étape symbolique dans un État fortement imprégné par la religion catholique (conformément à sa constitution), un prêtre bénit le début du chantier, marquant le début officiel des travaux de construction[14],[15].
- Octobre 2011 : débuts des travaux de gros œuvre[16].
- Novembre 2011 : fin des travaux de terrassement, soutènement et fondations.

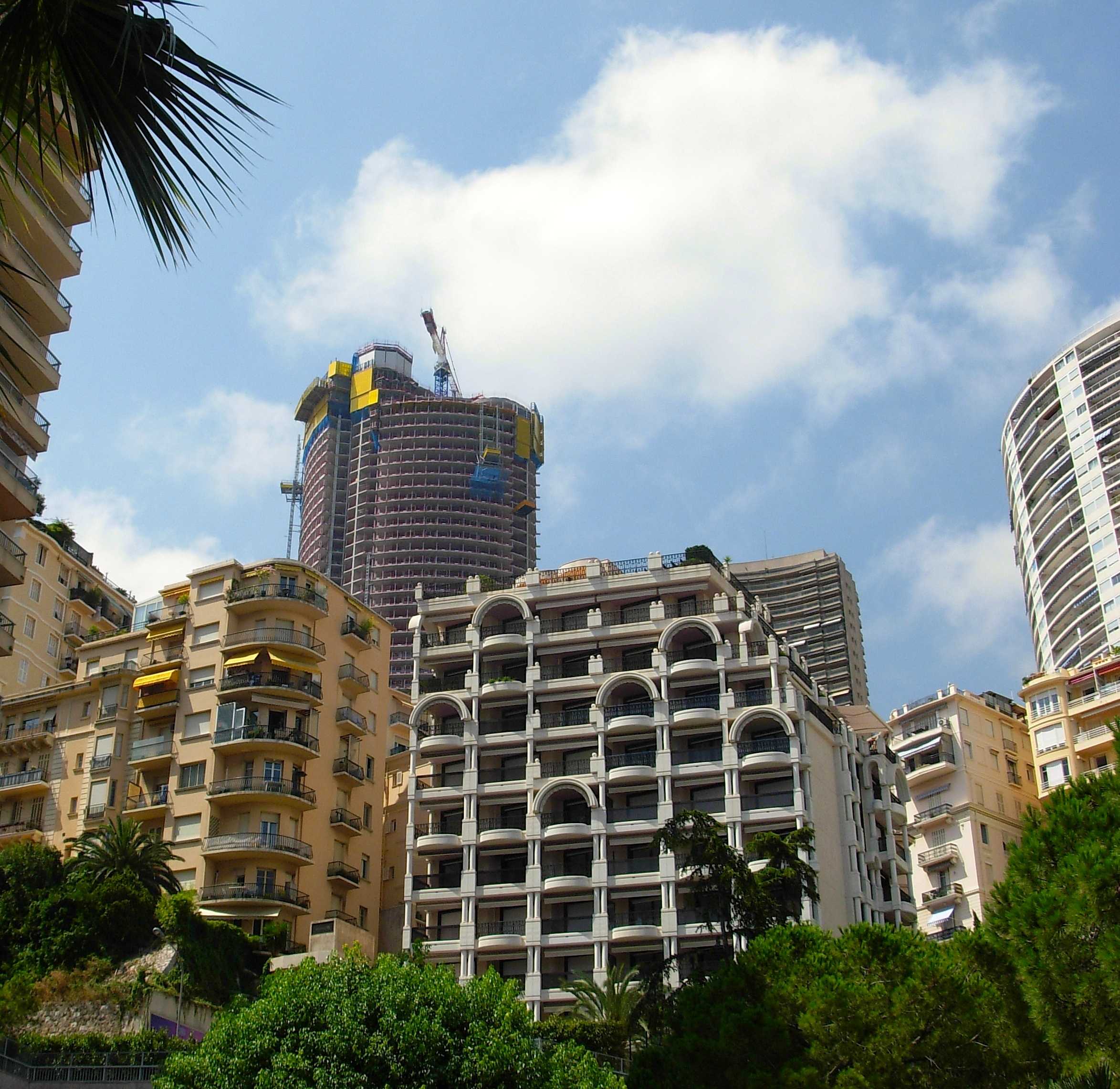
Vue de la tour en août 2013.

- Janvier 2012 : achèvement de la dalle du rez-de-chaussée[17].Vue de la tour en août 2013.
- 12 janvier 2013 : achèvement de la dalle du 25e étage.
- Juillet 2013 : fin des travaux de gros œuvre[18].
- Janvier 2014 : fin des travaux de revêtement des façades.
- Octobre 2014 : fin des travaux de finitions[19].
- Avril 2015 : livraison[2].

## Climatisation
Cette tour (la plus haute de la Principauté de Monaco) s'élève dans un environnement densément construit et qui peut être chaud en été. Le risque sismique et de glissements de terrain (sous-sol marno-calcaire incluant des poches karstiques) a nécessité d'importantes fondations ; « 40 mètres ont été creusés dans la montagne » et les fondations s'enfoncent à 42 m. Connectées aux systèmes de pompes à chaleur, de climatisation thermo-frigorifique et de production d'eau chaude sanitaire à 60 °C, ces fondations intégrant des échangeurs thermiques (« sondes thermiques » constituées de « 17 km de tubes répartis dans la centaine de barrettes ») servent aussi de puits géothermique en évacuant dans le sol une partie de la chaleur du bâtiment en été pour l'y récupérer en hiver. Si le sol ne suffit pas à dissiper la chaleur d'été, des batteries d'aéro-ventilateurs situées sur le côté du bâtiment démarrent automatiquement.
La moitié supérieure de la tour est gérée par un autre système, situé en terrasse technique et basé sur une double pompe à chaleur air-eau (2 x 600 kW) et un groupe froid (500 kW) ; un système de « désurchauffeurs » récupérant les calories pour l'eau chaude sanitaire des appartements. Plus de mille ventilo-convecteurs engainés dans les faux plafonds répartissent les flux.

## Domotique
Tous les appartements privés de la tour sont équipés de technologies de domotique.

## Controverses
Dans le cadre de soupçons de corruption liés à la construction de cette tour dont le budget est estimé à 500 millions d'euros, les promoteurs Paolo et Claudio Marzocco, le sénateur-maire René Vestri et le maire de Beausoleil Gérard Spinelli sont mis en examen. L'ensemble des protagonistes est relaxé le 17 janvier 2018 par le tribunal correctionnel de Marseille, et le 20 février 2018 par la cour d'appel d'Aix-en-Provence.
Pour se défendre, Gérard Spinelli fait appel à l'avocat Marie-Alix Canu-Bernard, se trouvant également l'avocat de Claude Palmero  - expert comptable du Groupe Marzocco.
La construction de la tour a aussi donné lieu à des controverses et à l'opposition de riverains, notamment de Beausoleil.